# Mistrzostwa Polski w Boksie 1936
13. Mistrzostwa Polski w boksie mężczyzn odbyły się w dniach 24-26 kwietnia 1936 roku w Łodzi.
Po porażce Seweryniaka z Ostrowskim w półfinale wagi półśredniej zawodnicy z Warszawy zostali wycofani na znak protestu z turnieju. W ten sposób walkowerem przegrali walki finałowe Aleksander Polus i Zygmunt Bąkowski, a półfinałowe Antoni Czortek, Kazimierz Doroba i Jan Węgrowski.

## Medaliści
| Kategoria:                    | Złoto:                             | Srebro:                           | Brąz:                                                                                 |
| waga musza (do 50,8 kg)       | Edmund Sobkowiak (Warta Poznań)    | Zygmunt Koziołek (Warta Poznań)   | Alfred Jasiński (Ruch Wielkie Hajduki) Edward Rinke (Polonia Bydgoszcz)               |
| waga kogucia (do 53,5 kg)     | Wincenty Wirski (Warta Poznań)     | Brunon Krzemiński (Gryf Toruń)    | Antoni Czortek (Skoda Warszawa) Paweł Rogowski (Cuiavia Inowrocław)                   |
| waga piórkowa (do 57,2 kg)    | Mieczysław Chrostek (Wawel Kraków) | Aleksander Polus (Warszawianka)   | Edmund Kowalski (Związek Strzelecki Grudziądz) Tadeusz Rogalski (Warta Poznań)        |
| waga lekka (do 61,2 kg)       | Stanisław Woźniakiewicz (IKP Łódź) | Zygmunt Bąkowski (Skoda Warszawa) | Alojzy Manecki (Ruch Wielkie Hajduki) Alfons Sarnowski (Związek Strzelecki Grudziądz) |
| waga półśrednia (do 66,7 kg)  | Janisław Sipiński (Warta Poznań)   | Władysław Ostrowski (Geyer Łódź)  | Wasyl Biłyj (Pogoń Lwów) Adam Seweryniak (Skoda Warszawa)                             |
| waga średnia (do 72,6 kg)     | Henryk Chmielewski (IKP Łódź)      | Jan Kurka (27 Orzegów)            | Leopold Michniewicz (Lechia Lwów) Józef Pisarski (Skoda Warszawa)                     |
| waga półciężka (do 79,4 kg)   | Franciszek Szymura (Warta Poznań)  | Walenty Pietrzak (IKP Łódź)       | Kazimierz Doroba (Legia Warszawa) Leon Szkwarkowski (Lechia Lwów)                     |
| waga ciężka (powyżej 79,4 kg) | Stanisław Piłat (Warta Poznań)     | Edward Kłodas (Wima Łódź)         | Jan Węgrowski (Legia Warszawa) Teodor Wrazidło (Ruch Wielkie Hajduki)                 |